# Du soleil au cœur
Du soleil au cœur è una compilation della cantante canadese Céline Dion, pubblicata in Francia il 20 settembre 1983. È il quinto album della cantante ed il primo ad essere pubblicato in Francia.

## Descrizione
Dopo aver venduto oltre 500 000 copie del singolo D'amour ou d'amitié in Francia e sperando di consolidare il suo fenomenale successo, Céline pubblicò il suo primo album nello stato europeo. Il nuovo album contiene brani tratti dai suoi due primi album di inediti pubblicati in Québec: Tellement j'ai d'amour..., Les chemins de ma maison. Nel 2002, la Sony ha ripubblicato l'album su CD e aggiunto cinque tracce presenti nell'album Mélanie; il 16 maggio 2008 viene pubblicato anche in Svizzera.
Il brano di lancio è stato Mon ami m'a quittée.
Du soleil au cœur include una versione estesa di Ne me plaignez pas e un nuovo brano: À quatre pas d'ici, versione francese del successo dei Bucks Fizz, The Land of Make Believe, un brano scritto da Andy Hill e Peter Sinfield, i quali nel 1993 lavoreranno per la Dion nei brani Think Twice e Call the Man. In Canada il brano verrà inserito nel secondo album natalizio del 1983, Chants et contes de Noël.

## Tracce

### Du soleil au cœur

#### Lato A
1. D'amour ou d'amitié – 3:58 (Eddy Marnay, Jean-Pierre Lang, Roland Vincent)
2. La do do la do – 3:00 (Marnay, Christian Gaubert)
3. Mon ami m'a quittée – 3:00 (Marnay, Christian Loigerot, Thierry Geoffroy)
4. Ne me plaignez pas – 3:44 (Marnay, Steve Thompson) – (brano di Sheena Easton, da Please Don't Sympathise, 1981)
5. Tellement j'ai d'amour pour toi – 2:56 (Marnay, Hubert Giraud)

#### Lato B
1. Du soleil au cœur – 2:40 (Marnay, Jean Claude Massoulier, André Popp)
2. À quatre pas d'ici – 3:57 (Marnay, Pete Sinfield, Andy Hill) – (brano di Bucks Fizz, da Now You're Gone, 1981)
3. Les chemins de ma maison – 4:15 (Marnay, Patrick Lemaitre, Alain Bernard)
4. Hello mister Sam – 4:13 (Marnay, Loigerot, Geoffroy)
5. Le vieux monsieur de la rue Royale – 4:12 (Marnay, Alain Noreau)

### Du soleil au cœur(edizione 2002/2008)
L'edizione del 2002 è stata ri-pubblicata in Francia nel formato compact-disck e nel 2008 in Svizzera con l'aggiunta di 5 bonus-track:
1. Trois heures vingt – 3:38 (Marnay, Lemaitre)
2. Benjamin – 4:37 (Marnay, Pierre Papadiamandis)
3. La voix du bon Dieu – 3:18 (Marnay, Suzanne Dumont)
4. Trop jeune à dix-sept ans – 4:53 (Marnay, Paul Greedus, Barry Blue)
5. Paul et Virginie – 3:54 (Marnay, Loigerot, Geoffroy)